# Paula Risikko
Paula Sinikka Risikko, née le 4 juin 1960 à Ylihärmä, est une femme politique finlandaise, membre du Parti de la Coalition nationale (Kok). Elle est ministre des Transports de 2014 à 2015, ministre de l'Intérieur de 2016 à 2018 et présidente du Parlement de 2018 à 2019.

## Biographie
Elle est docteure en soins médicaux, ayant travaillé dans l'enseignement et la gestion du monde médical, principalement à Seinäjoki. Élue conseillère municipale en 2001, puis députée de la circonscription de Vaasa à l’Eduskunta deux ans plus tard, elle occupe la présidence de la Ligue des femmes du Kok de 2004 à 2007, et été vice-présidente du parti entre 2004 et 2008.
Le 19 avril 2007, à la suite du retour du Parti de la Coalition nationale au gouvernement, elle est nommée ministre des Affaires sociales et de la Santé dans l'équipe du centriste Matti Vanhanen, un poste qu'elle conserve en 2010, sous la direction de Mari Kiviniemi, et en 2011, avec Jyrki Katainen.
Ayant échoué en 2014 à devenir présidente du Kok après le départ de Katainen, elle est reconduite dans le gouvernement que forme Alexander Stubb le 24 juin, comme ministre des Transports. Elle est ensuite nommée ministre de l'Intérieur le 22 juin 2016 dans le gouvernement de Juha Sipilä.
Le 5 février 2018, elle quitte le gouvernement et est élue présidente du Parlement, fonction qu'elle occupe jusqu'à la fin de la législature en avril 2019. 
Le 21 juin 2023, elle est élue première vice-présidente du Parlement pour la 39e législature.